# Silvana Tenreyro

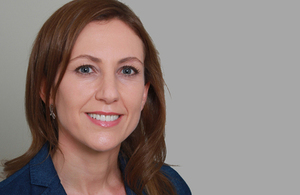
Silvana Tenreyro (2017)

Silvana Tenreyro (* 6. September 1973) ist eine britisch-italienisch-argentinische Wirtschaftswissenschaftlerin.

## Werdegang
Tenreyro wuchs im nordargentinischen Tucumán auf. Nach dem Abschluss ihres Wirtschaftswissenschaftsstudiums 1997 an der Nationalen Universität Tucumán setzte Tenreyro ihr Studium in den Vereinigten Staaten fort. An der Harvard University machte sie 1999 zunächst ihren Master of Arts in Ökonomie, unter der Anleitung von Alberto Alesina, Robert J. Barro und Kenneth S. Rogoff schloss sie 2002 ihr Ph.D.-Studium an der Universität erfolgreich ab.
Zwischen 2002 und 2004 war Tenreyro für die Federal Reserve Bank of Boston tätig, anschließend ging sie als Assistant Professor an die London School of Economics. Dort stieg sie 2008 zum Associate Professor auf, 2012 wurde sie zur ordentlichen Professorin an der Hochschule berufen. Im Juli 2017 wurde sie für eine Amtszeit von drei Jahren als externe Spezialistin in das Monetary Policy Committee der Bank of England berufen, das die Official Bank Rate festlegt.
Tenreyro beschäftigt sich insbesondere mit Volkswirtschaftslehre und legt ihren Fokus dabei vor allem auf Geld- und Außenwirtschaftstheorie.
Seit Juli 2018 ist Tenreyro Fellow der British Academy, bereits seit 2006 ist sie Affiliate am Londoner Centre for Economic Policy Research. Ab 2018 war Tenreyro für ein Jahr Präsidentin der Europäischen Ökonomischen Vereinigung, zwischen 2010 und 2013 leitete sie das Women in Economics Committee der Organisation. Sie ist respektive war Mitherausgeberin („Associate Editor“) verschiedener wirtschaftswissenschaftlicher Periodika wie Economica (2009–2014), The Economic Journal (2009–2015), Journal of Monetary Economics (2010–2014) oder Quarterly Journal of Economics (seit 2019).
2021 gewann sie gemeinsam mit ihrem LSE-Kollegen Ricardo Reis den Yrjö-Jahnsson-Preis der European Economic Association, 2022 wurde sie mit dem Birgit-Grodal-Preis ausgezeichnet.